# 310-я стрелковая дивизия
310-я стрелковая Новгородская ордена Ленина Краснознамённая дивизия — воинское соединение Вооружённых Сил СССР в Великой Отечественной войне

## История

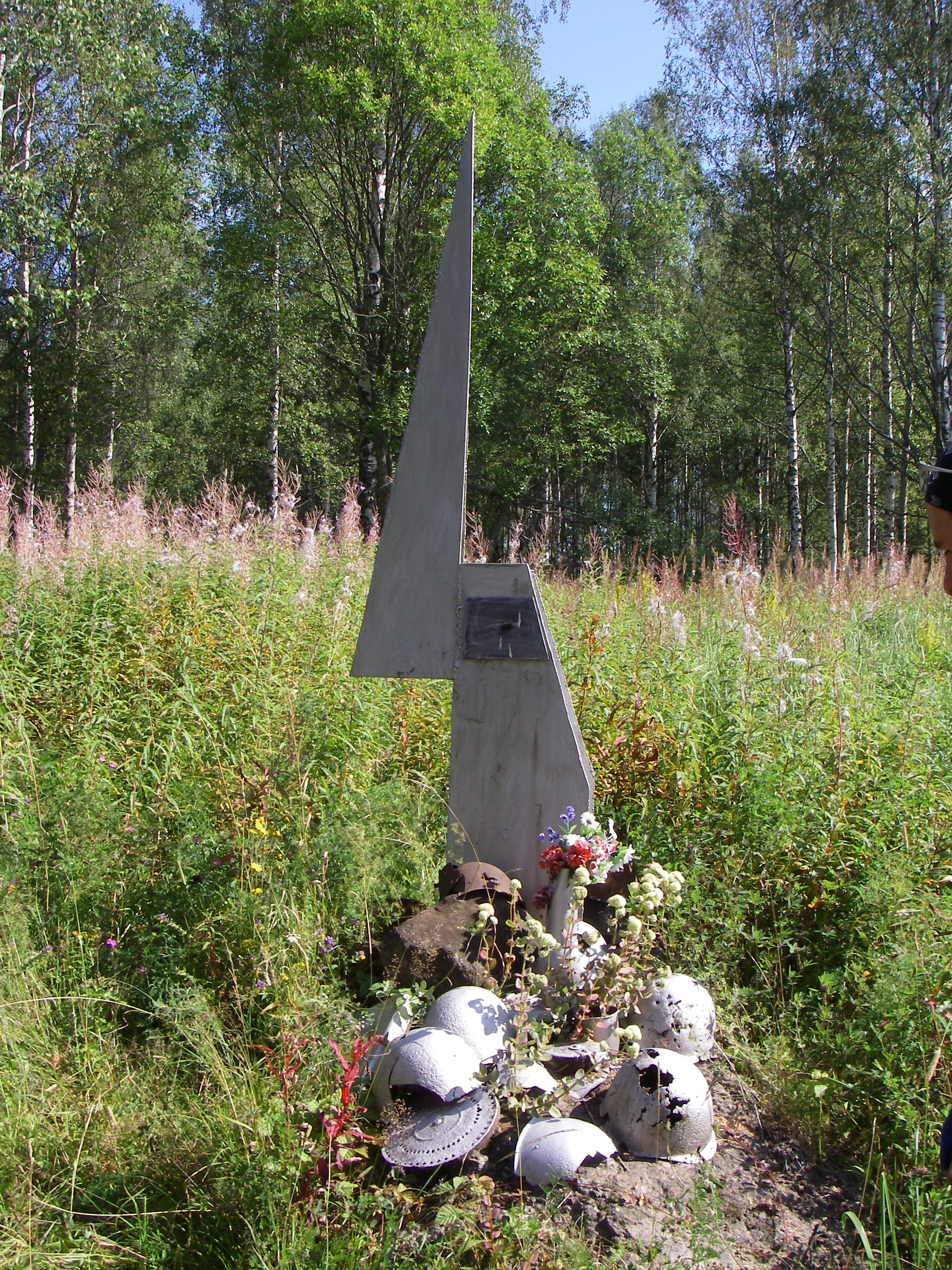
Памятник на месте первых боёв дивизии возле села Синявино Ленинградской области 8 сентября 1941 года.

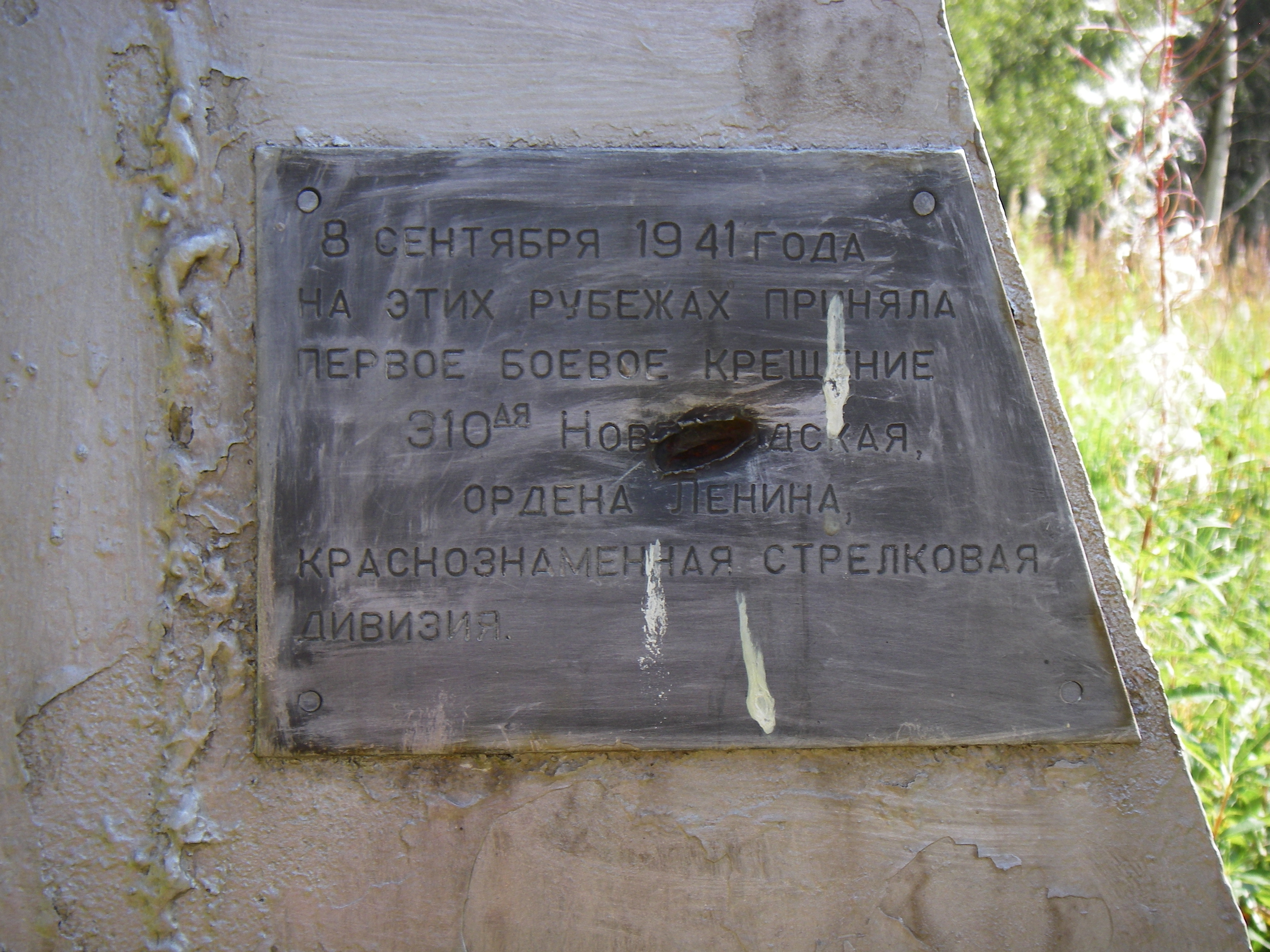
Памятник на месте первых боёв дивизии возле села Синявино Ленинградской области 8 сентября 1941 года.

Дивизия сформирована в июле 1941 года в городе Акмолинске из призывников Акмолинской области, Карагандинской области, Кокчетавской области, Северо-Казахстанской области, Кустанайской области и Челябинской области.
Формирование закончилось 30.07.1941 года. 18-19.08.1941 года дивизия направлена в действующую армию и вошла в состав Северо-Западного фронта.
На момент формирования дивизия состояла на 40 % из казахов, на 30 % — из русских, на 25 % — из украинцев, на 5 % — из представителей других национальностей.
В составе действующей армии с 27 августа 1941 по 8 июня 1944, с 16 июня 1944 по 15 ноября 1944 и с 28 января 1945 по 9 мая 1945 года.
Уже с 08.09.1941 года дивизия участвовала в безуспешных Синявинских операциях, предпринимаемых с целью прорыва блокады Ленинграда с востока, наступая, в частности, 28.09.1941 года в направлении посёлков 1-го Эстонского и Тортолово. Дивизия понесла немалые потери, однако продвинулась на 10-15 километров. Наступательные операции также велись в течение октября 1941 года.
C 28.10.1941 года участвовала в ожесточённых оборонительных боях. Некоторые подразделения дивизии были окружены или разбиты, остатки дивизии разрозненно выходили из боя в район Городище и в район деревень Пчева и Витки. В последний район подошло подкрепление — сводный отряд слушателей курсов среднего командного состава 4-й армии и части дивизии вели бои в этом районе почти в течение недели. В этих боях погиб почти весь 1084-й стрелковый полк — включая бойцов хозяйственных частей в полку осталось 125 человек. Ожесточённые бои также шли в районе Городище, в конечном итоге все остатки дивизии были сведены в один полк, переправившийся на левый берег Волхова и открыли дорогу на город Волхов. За день остатки дивизии совершили двадцатикилометровый марш в тыл к городу Волхов и в районе Вындина Острова снова переправились на правый берег реки, заняв оборону на линии Теребонижье — Карпино — Безово.
К тому времени в дивизии оставалось всего 250 человек пехоты и сохранивший боеспособность 860-й артиллерийский полк. В дивизию поступило пополнение в виде уже ведущего бои около недели 1-го особого Ленинградского стрелкового полка, доставленного из Ленинграда.
С 08.11.1941 года участвует в оборонительных боях на ближайших подступах к Волхову за деревни Усадище и Леоновщину, отошла к разъезду Куколь, 12.11.1941 года участвовала в ожесточённых оборонительных боях у разъезда Зеленец, на подступах к Волхову, вплоть до того, что бои шли уже на командном пункте. 16.11.1941 года вела оборонительные бои уже непосредственно на окраине города Волхов.
19.12.1941 года перешла в наступление, в этот же день в кровопролитных боях освободила разъезд Куколь, деревни Елошня, Сорокино и Бор, затем преследовала противника и 21.12.1941 года дивизия соединилась в районе Лынка с войсками 4-й армии.
До 1944 года вела оборонительные и наступательные бои на рубеже реки Волхов, в районе Киришского плацдарма.
В ходе Новгородско-Лужской наступательной операции дивизия перешла в наступление 14.01.1944 года, двигаясь краем Замошского болота на юг. Вечером 15.01.1944 года продвинулась до восточного берега Питьбы, однако форсировала её только 16.01.1944 года. Затем дивизия преследовала отступающих немцев, занимая деревни Раптица, Село-Гора, Подгорье, Любуницы, Вольная Горка, Вольное Загорье, Большие Кусони (теперь Григорьево), а в феврале 1944 года дивизия вышла на Витебскую железную дорогу между Батецкой и Оредежем, перерезав важнейшую для противника коммуникацию, однако была вскоре выбита оттуда.
Затем продолжала наступление на псковско-островском направлении, после чего была переброшена на рубеж реки Свирь для участия в Свирско-Петрозаводской операции.
С 30.11.1944 по 15.01.1945 дивизия находилась на переформировании в г. Шахунья Горьковской области. С 15.01 по 8.03.1945 находилась на пути по железной дороге в Восточную Померанию для вхождения в состав 2-го Белорусского фронта. Большинство частей дивизии вошли в боевые порядки фронта и участвовали в боевых действиях уже с 23.02.1945 года, после 12-дневного 400-километрового марша.
На заключительном этапе войны принимала участие в Восточно-Померанской и Штеттинско-Ростокской операциях, в ходе которой участвовала в освобождении городов Гдыня, Кёзлин, Шлохау, Бублиц, Воллин, Свинемюнде.
28 июня 1945 года дивизия расформирована, личный состав передан в 28-ю стрелковую дивизию 43-й армии.

## Состав
- 1080-й стрелковый полк
- 1082-й стрелковый полк
- 1084-й стрелковый полк (объединен с 1-м особым Ленинградским стрелковым полком)
- 860-й артиллерийский полк
- 376-й отдельный истребительно-противотанковый дивизион
- 206-я отдельная разведывательная рота
- 600-й отдельный сапёрный батальон
- 923-й отдельный батальон связи
- 245-й медико-санитарный батальон
- 398-я отдельная рота химической защиты
- 295-я автотранспортная рота
- 417-й миномётный дивизион
- 519-я полевая хлебопекарня
- 685-й дивизионный ветеринарный лазарет
- 990-я полевая почтовая станция
- 823-я полевая касса Госбанка

Перечень № 5 Стрелковых, горнострелковых, мотострелковых и моторизованных дивизий, входивших в состав действующей армии в годы Великой Отечественной войны 1941—1945 гг. / А. П. Покровский. — М.: Министерство обороны, 1956. — 218 с.

## Подчинение
| Дата            | Фронт (округ)                 | Армия      | Корпус (группа)         | Примечания                                           |  |
| --------------- | ----------------------------- | ---------- | ----------------------- | ---------------------------------------------------- |  |
| 01.08.1941 года | Среднеазиатский военный округ |            | -                       |                                                      |  |
| 01.09.1941 года | Северо-Западный фронт         |            | -                       | В распоряжении главкома северо-западного направления |  |
| 01.10.1941 года | Ленинградский фронт           | 54-я армия | -                       |                                                      |  |
| 01.11.1941 года | -                             | 4-я армия  | -                       |                                                      |  |
| 01.12.1941 года | Ленинградский фронт           | 54-я армия |                         |                                                      |  |
| 01.01.1942 года | Волховский фронт              | 4-я армия  |                         |                                                      |  |
| 01.02.1942 года | Волховский фронт              | 4-я армия  |                         |                                                      |  |
| 01.03.1942 года | Волховский фронт              | 4-я армия  |                         |                                                      |  |
| 01.04.1942 года | Волховский фронт              | 4-я армия  |                         |                                                      |  |
| 01.05.1942 года | Ленинградский фронт           | 4-я армия  |                         |                                                      |  |
| 01.06.1942 года | Ленинградский фронт           | 4-я армия  |                         |                                                      |  |
| 01.07.1942 года | Волховский фронт              | 4-я армия  |                         |                                                      |  |
| 01.08.1942 года | Волховский фронт              | 4-я армия  |                         |                                                      |  |
| 01.09.1942 года | Волховский фронт              | 4-я армия  |                         |                                                      |  |
| 01.10.1942 года | Волховский фронт              | 4-я армия  |                         |                                                      |  |
| 01.11.1942 года | Волховский фронт              | 4-я армия  |                         |                                                      |  |
| 01.12.1942 года | Волховский фронт              | 4-я армия  |                         |                                                      |  |
| 01.01.1943 года | Волховский фронт              | 4-я армия  |                         |                                                      |  |
| 01.02.1943 года | Волховский фронт              | 4-я армия  |                         |                                                      |  |
| 01.03.1943 года | Волховский фронт              | 52-я армия |                         |                                                      |  |
| 01.04.1943 года | Волховский фронт              | 52-я армия |                         |                                                      |  |
| 01.05.1943 года | Волховский фронт              | 52-я армия |                         |                                                      |  |
| 01.06.1943 года | Волховский фронт              | 59-я армия |                         |                                                      |  |
| 01.07.1943 года | Волховский фронт              | 59-я армия |                         |                                                      |  |
| 01.08.1943 года | Волховский фронт              | 59-я армия |                         |                                                      |  |
| 01.09.1943 года | Волховский фронт              |            |                         |                                                      |  |
| 01.10.1943 года | Волховский фронт              | 59-я армия | 6-й стрелковый корпус   |                                                      |  |
| 01.11.1943 года | Волховский фронт              | 59-я армия | 6-й стрелковый корпус   |                                                      |  |
| 01.12.1943 года | Волховский фронт              | 59-я армия | 6-й стрелковый корпус   |                                                      |  |
| 01.01.1944 года | Волховский фронт              | 59-я армия | 6-й стрелковый корпус   |                                                      |  |
| 01.02.1944 года | Волховский фронт              | 59-я армия | 112-й стрелковый корпус |                                                      |  |
| 01.03.1944 года | Ленинградский фронт           | 67-я армия | 7-й стрелковый корпус   |                                                      |  |
| 01.04.1944 года | Ленинградский фронт           | 54-я армия | 7-й стрелковый корпус   |                                                      |  |
| 01.05.1944 года | 3-й Прибалтийский фронт       |            | 99-й стрелковый корпус  |                                                      |  |
| 01.06.1944 года | 3-й Прибалтийский фронт       |            | 99-й стрелковый корпус  |                                                      |  |
| 01.07.1944 года | Карельский фронт              | 7-я армия  | 99-й стрелковый корпус  |                                                      |  |
| 01.08.1944 года | Карельский фронт              | 7-я армия  | 99-й стрелковый корпус  |                                                      |  |
| 01.09.1944 года | Карельский фронт              | 7-я армия  | 99-й стрелковый корпус  |                                                      |  |
| 01.10.1944 года | Карельский фронт              | 7-я армия  | 4-й стрелковый корпус   |                                                      |  |
| 01.11.1944 года | Карельский фронт              | 7-я армия  | 4-й стрелковый корпус   |                                                      |  |
| 01.12.1944 года | Резерв Ставки ВГК             | 32-я армия | 4-й стрелковый корпус   |                                                      |  |
| 01.01.1945 года | Резерв Ставки ВГК             | 32-я армия | 134-й стрелковый корпус |                                                      |  |
| 01.02.1945 года | 2-й Белорусский фронт         | 19-я армия | 134-й стрелковый корпус |                                                      |  |
| 01.03.1945 года | 2-й Белорусский фронт         | 19-я армия | 134-й стрелковый корпус |                                                      |  |
| 01.04.1945 года | 2-й Белорусский фронт         | 19-я армия | 134-й стрелковый корпус |                                                      |  |
| 01.05.1945 года | 2-й Белорусский фронт         | 19-я армия | 134-й стрелковый корпус |                                                      |  |

## Командиры
- Замировский, Никифор Матвеевич (15.07.1941 — 30.05.1942), полковник, с 22.01.1942 генерал-майор
- Орлов, Михаил Андреевич (01.06.1942 — 23.12.1942), полковник
- Рогов, Николай Васильевич (24.12.1942 — 27.04.1944), полковник
- Полувешкин, Пётр Васильевич (28.04.1944 — 15.05.1944), полковник
- Рогов, Николай Васильевич (16.05.1944 — 30.05.1944), полковник
- Полувешкин, Пётр Васильевич (31.05.1944 — 03.06.1944), полковник
- Кощиенко, Николай Антонович (04.06.1944 — 14.07.1944), полковник
- Рогов, Николай Васильевич (15.07.1944 — 09.05.1945), полковник

## Награды
| Награда (наименование)               | Дата награждения                              | За что награждена |
| ------------------------------------ | --------------------------------------------- | --- |
| Почётное наименование «Новгородская» | Приказ ВГК № 09 от 21.01.1944 года            | За успешные действия в ходе Новгородско-Лужской наступательной операции и отличие при освобождении Новгорода.                                                                    |
| Орден Красного Знамени               | Указ Президиума ВС СССР от 5 апреля 1945 года | За образцовое выполнение заданий командования в боях с немецкими захватчиками при овладении городом Кезлин и проявленные при этом доблесть и мужество.                           |
| Орден Ленина                         | Указ Президиума ВС СССР от 4 июня 1945 года   | За образцовое выполнение заданий командования в боях с немецкими захватчиками при овладении портом и военно-морской базой Свинемюнде и проявленные при этом доблесть и мужество. |

Награды частей дивизии:
- 1080-й стрелковый ордена Кутузова[4] полк
- 1082-й стрелковый ордена Суворова[4] полк
- 1084-й стрелковый Краснознамённый[4] полк

## Отличившиеся воины дивизии
- Владимиров, Иван Владимирович. Командир расчёта 45-мм орудия 1080-го стрелкового полка, ефрейтор. Полный Кавалер ордена Славы. 04.07.1944 при форсировании реки Яндеба в районе д. Бордовская Лодейнопольского района Ленинградской области — орден Славы 3-й степени, 28.08.1944 в боях с финнами юго-восточнее станции Лоймала Карело-Финской ССР — орден Славы 2-й степени, 15.05.1946 за бой у г. Гдыня — орден Славы 1-й степени.
- Голопятов, Семён Фёдорович, сержант, заместитель командира расчёта — наводчик орудия 860 артиллерийского полка.
- Данилов, Дмитрий Иванович. Наводчик орудия 860-го артиллерийского полка, младший сержант. Полный кавалер Ордена Славы. В составе дивизии награждён: 31.03.1944 года за бой у д. Иваньково (Локнянский район Псковской области) 09.03.1944 года — 3 степень ордена, 28.08.1944 года за бои 03-04.07.1944 года в ходе Свирско-Петрозаводской операции — 2 степень ордена, 29.06.1945 года за бои 27.03.1945 года у г. Гдыня — 1 степень ордена.
- Данчев, Фёдор Тихонович. Командир расчёта 76-мм орудия 1080-го стрелкового полка, старший сержант, командир отделения взвода пешей разведки того же полка, помощник командира взвода пешей разведки того же полка, старшина. Полный кавалер Ордена Славы. В составе дивизии награждён: 19.03.1944 года за бой у населённого пункта Красные Пруды, 30 км юго-восточнее Пскова 05-10.03.44 — 3 степень ордена, 21.07.1944 года за бои в ходе Свирско-Петрозаводской операции — 2 степень ордена, 29.06.1945 года за бои 26.02.1945 у населённого пункта Хаммерштайн — 1 степень ордена.
- Михайленко, Николай Леонтьевич, старший сержант, командир орудийного расчёта 860 артиллерийского полка.
- Морозов, Афанасий Борисович, ефрейтор, разведчик-наблюдатель 860 артиллерийского полка.
- Полехов, Филипп Романович, сержант, наводчик орудия 860 артиллерийского полка.
- Ржанский, Василий Васильевич. Командир отделения взвода пешей разведки 1082-го стрелкового полка, старшина. Полный кавалер ордена Славы. В составе дивизии награждён: 31.07.1944 года за прорыв обороны финнов под Суоярви — 3-я степень ордена, 27.03.1945 года за отличие в боях за город Хаммерштайн — 2-я степень ордена, 29.06.1945 года за отличие в бою за населённый пункт Гросс-Макратц — 1-я степень ордена.
- Серещенко, Иван Васильевич. Помощник командира взвода 1084-го стрелкового полка, старший сержант. В составе дивизии награждён: 15.03.1944 года за бой у д. Иваньково (Локнянский район Псковской области) 09.03.1944 года — 3-й степенью ордена Славы (с группой бойцов блокировал вражеский пулемёт, мешавший продвижению стрелков, и гранатами подорвал его вместе с прислугой). Полный кавалер Ордена Славы. Кавалером ордена Славы трёх степеней он стал, сражаясь в составе 296 стрелкового полка 13 стрелковой дивизии.
- Спицын, Василий Петрович. Наводчик орудия 860-го артиллерийского полка, старший сержант. Полный кавалер Ордена Славы. В составе дивизии награждён: ??.04.1944 года за бои при прорыве обороны противника у деревень Кузьмино и Воронино 31.03.1944 года — 3 степень ордена, ??.??.1944 года за бой 27.02.1945 года в районе деревни Айхфир — 2 степень ордена, 29.06.1945 года за бои 27.03.1945 года за бой у г. Гдыня — 1 степень ордена.[5]

## Память
- В посёлке Лоймола имеется мемориальное кладбище медсанбата дивизии.
- В городе Суоярви в честь дивизии названа улица.
- На Синявинских высотах поисковым отрядом «Мемориальная зона» установлен памятный знак «Штык» в местах боевого крещения дивизии.